# United States Football League (1983)
Die United States Football League (USFL) war eine US-amerikanische Profiliga im American Football.

## Geschichte der USFL

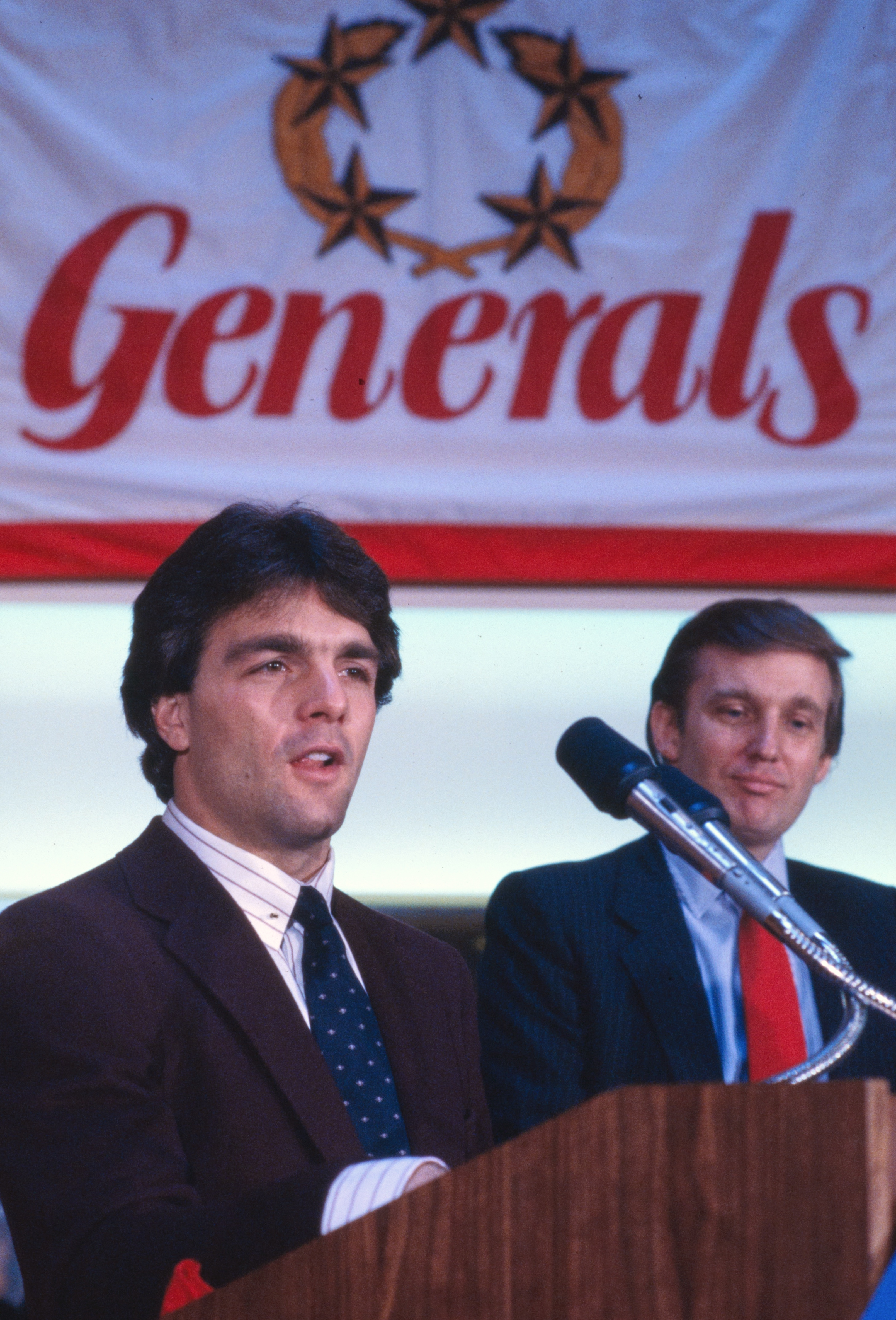
Der neue QB der „New Jersey Generals“: Doug Flutie (links) und Donald Trump im Trump Tower, 1985

1982 gründeten einige reiche Unternehmer, unter ihnen Donald Trump, welcher zuvor mit einem Konsortium die Baltimore Colts kaufen wollte, aber 1984 ein Angebot für die Übernahme der Dallas Cowboys ablehnte weil er meinte diese hätten ihren Zenit überschritten (was durchaus zutraf), die United States Football League, mit welcher sie der etablierten National Football League (NFL) Konkurrenz machen wollten. Es gelang den Teambesitzern mit der TV-Station ABC, die bei der Vergabe der NFL-Rechte leer ausgegangen war, einen Vertrag abzuschließen. 
Im Frühling 1983 nahm die Liga ihren Spielbetrieb mit 12 Teams auf. Die Liga erfreute sich schnell eines großen Zuschauerzuspruchs. Dies vor allem, weil die USFL entgegen der Football-Tradition im Frühling anstatt im Herbst spielte und so die Zeit bis zum Saisonstart der NFL (und in den Colleges) überbrückte. Die Uni-Stadien sind teils weit von den großen Metropolen und Fernseh-Märkten entfernt. Probleme machten Stadien die im Sommerhalbjahr für den „nationalen Zeitvertreib“ Major League Baseball genutzt werden, da hierbei fast täglich gespielt wird, teils als „double header“ zweimal. Das Diamant-förmige Spielfeld enthält dabei einen großen Anteil ohne Rasen, und die Tribünen sind teils weit vom Football-Feld entfernt. Andererseits schufen NFL-Besitzer Gelegenheiten, denn die Oakland Raiders waren 1982 ohne Absprache nach Los Angeles gewechselt, die Baltimore Colts gingen 1984 über Nacht nach Indianapolis, so dass Stadien frei wurden.
1984 expandierte die Liga auf 18 Teams und es gelang, einige talentierte College-Spieler und andere Akteure davon zu überzeugen, der etablierten NFL eine Absage zu erteilen und gleich in der USFL anzufangen. Dazu gehörten zahlreiche Spieler und Coaches, welche später auch in der NFL Erfolg hatten: Quarterbacks Steve Young, Jim Kelly, Runningbacks Kelvin Bryant und Herschel Walker, Defensive End Reggie White oder die Cheftrainer Jack Pardee, Jim E. Mora und Marv Levy. Trump investierte auch in Doug Flutie, der 1984 als bester Collegespieler ausgezeichnet wurde und im Februar 1985 der NFL weggeschnappt wurde, lange bevor diese Ende April die Draft für die NFL 1985 abhält. 
Der sportliche Erfolg beflügelte die Teambesitzer, insbesondere den ehrgeizigen Donald Trump, dessen nicht unkontroverse Medienpräsenz in New York mit den New Jersey Generals die Liga zur Attraktion machte gegenüber teils sehr alten NFL-Besitzern die seit den 1920ern dabei waren. Da der Frühjahrs-Termin auf Dauer als zweitklassiges Ausweichen in eine Nische erschien, entschieden die Besitzer sich noch 1984 mit knapper Mehrheit, die NFL direkt herauszufordern und ab 1986 ihre Meisterschaft ebenfalls im Herbst auszutragen.
Allerdings kam es dabei zum Konflikt mit den TV-Sendeanstalten, die eng mit der NFL kooperierten. Zudem standen einigen Teams dann die Spielstätten gar nicht zur Verfügung, denn vielerorts hatten NFL-Teams oder Colleges das Vorrecht für Herbst und Winter, und Baseball dauerte bis weit in den Oktober. Die USFL verklagte deshalb die NFL wegen Verletzung des Kartellrechts und Bildung eines Monopols. Der Prozess wurde zwar im Prinzip gewonnen, man bekam aber nur eine symbolische Entschädigung von zunächst nur 1 US-Dollar zugesprochen, jedoch weder freien Zugang zu den Stadien noch ebenso lukrative TV-Verträge wie die NFL. Die USFL wollte deshalb im Frühjahr 1986 nicht den Spielbetrieb für eine vierte Saison aufnehmen, konnte dies im Herbst aber auch nicht bewerkstelligen. Ein Teil des Personals wechselte in die NFL, wo sich viele Spieler erfolgreich durchsetzen konnten.
Die USFL war, abgesehen von CFL-Erweiterungen, der letzte ernsthafte Versuch, der NFL auf Augenhöhe eine gleichartige Konkurrenzliga gegenüberzustellen, zumal diese nun aus ihren Fehlern lernte und verhinderte, dass ihr eine Monopol-Bildung mit einigen TV-Anstalten vorgeworfen werden konnte. Auch weitere durch die USFL bedingte Anregungen wurden von der zuvor konservativen NFL übernommen.
Die Idee, im Frühjahr Football zu spielen, nahm die NFL mit dem eigenen Ableger World League of American Football ab 1991 selber auf. Dabei wurden auch in einigen Ex-USFL-Standorten wie New Jersey, Birmingham (Alabama), Orlando (Florida) oder San Antonio (Texas) WLAF-Teams aufgestellt. Mit den Jacksonville Jaguars, Baltimore Ravens und Arizona Cardinals wurden später einige der USFL-Märkte fortan direkt von NFL-Teams versorgt.
Der Besitzer des NFL-Teams Raiders, Al Davis, hatte seine Mannschaft 1982 ohne Absprache mit der Liga von Oakland nach Los Angeles in den Markt der Rams verlegt, und sagte gar im USFL-Prozess gegen seine eigene Liga aus, da diese seiner „Wanderlust“ nicht zustimmte.

## Teams der USFL
- Arizona Wranglers (1983/84, Fusion mit Oklahoma Outlaws)
- Birmingham Stallions (1983–85)
- Boston (1983)/New Orleans (1984)/Portland Breakers (1985)
- Chicago Blitz (1983/84)
- Denver Gold (1983–85)
- Houston Gamblers (1984/85)
- Jacksonville Bulls (1984/85)
- Los Angeles Express (1983–85)
- Memphis Showboats (1984/85)
- Michigan Panthers (1983/84, Fusion mit Oakland Invaders)
- New Jersey Generals (1983–85)
- Oakland Invaders (1983–85)
- Oklahoma (1983/84)/Arizona (1985, Fusion mit Arizona Wranglers) Outlaws
- Philadelphia (1983/84)/Baltimore (1985) Stars
- Pittsburgh Maulers (1984)
- San Antonio Gunslingers (1984/85)
- Tampa Bay Bandits (1983–85)
- Washington Federals (1983/84)/Orlando Renegades (1985)

## Endspiele der USFL
- 1983: Michigan Panthers – Philadelphia Stars 24:22
- 1984: Philadelphia Stars – Arizona Wranglers 23:3
- 1985: Baltimore Stars – Oakland Invaders 28:24

## Neugründungen
2008 wurde eine neue Liga namens USFL gegründet. Der geplante Start 2010 kam jedoch nicht zu Stande.
2021 wurde eine weitere Wiederbelebung der USFL bekannt gegeben. Diese zweite United States Football League spielte 2022 und 2023 jeweils eine Saison. Dann ging sie in der United Football League (UFL) auf.